# Proyecto de Mapeo de Internet
El Proyecto de Mapeo del Internet

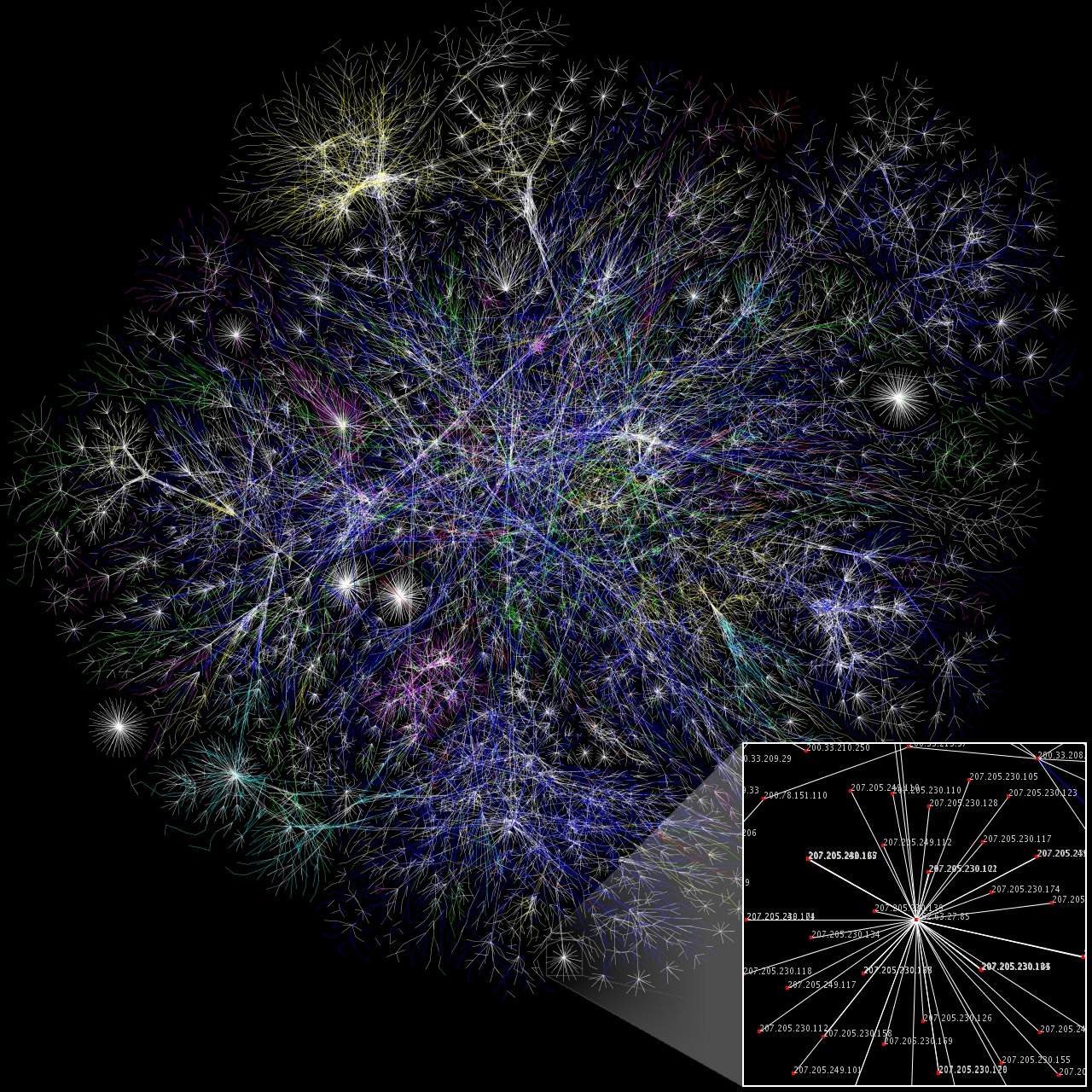
Mapa de internet.

estuvo empezado por William Cheswick y Hal Burch en Laboratorios de Campana en 1997. Ha recogido y preservado traceroute-caminos de estilo a algunos centenares de miles de redes casi diariamente desde entonces 1998.  El proyecto visualización incluida del dato de Internet, y los mapas de Internet eran ampliamente diseminadas
La tecnología es ahora utilizada por Lumeta, un spinoff de Laboratorios de Campana, al mapa corporativo y redes de gobierno.  
A pesar de que Cheswick dejó Lumeta en septiembre de 2006, Lumeta continúa a mapa tanto el IPv4 y IPv6 Internet. El dato deja para ambos un snapshot y vista con el tiempo del routed infraestructura de una área geográfica particular, compañía, organización, etc.
Cheswick Continúa recoger y preservar el dato, y  es disponible para propósitos de búsqueda. Según Cheswick, un objetivo principal del proyecto era para recoger el dato con el tiempo, y hacer un tiempo-película de lapso del crecimiento del Internet.
Hoy, Lumeta y muchas organizaciones como CAIDA (the Cooperatave Asociación para Análisis de Dato del Internet) continúa mapeo de Internet, el cual es el estudio  de la conectividad física del Internet. Recogen, monitor, analiza, y visualizar varias formas de dato de tráfico del Internet que se preocupa topología de red. Este dato está utilizado para una variedad de aplicaciones en empresariales y sociedad.

## Técnicas de Mapeo del internet
Actualmente, todas las técnicas ahora disponibles para descubrimiento de red confía en hop-limitó sondas del tipo utilizado por el Unix traceroute utilidad o el Windows NT tracert.exe Herramienta. Un Traceroute-sonda de red del estilo sigue el camino que paquetes de red toman de un nodo de fuente a un nodo de destino. Este Protocolo de Internet de usos de técnica paquetes con un 8-mordió Tiempo para Vivir campo de encabezamiento. Como pases de paquete a través de routers en el Internet, cada router
disminuciones el TTL valor por uno hasta que  logra cero. Cuándo un router recibe un paquete con un TTL valor de cero,  cae el paquete en vez de enviarlo. Al llegar a este punto,  envía un Protocolo de Mensaje de Control de Internet (ICMP) mensaje de error al nodo de fuente donde el paquete originó indicar que el paquete superó su máximo transit tiempo.
Activo Perspicaz - Activo perspicaz es una serie de las sondas puestas fuera a través de una red para obtener dato. Activo perspicaz está utilizado en mapeo de internet para descubrir la topología del Internet. Mapas de topología del Internet son una herramienta importante para caracterizar la infraestructura y entendiendo las propiedades, comportamiento y evolución del Internet.

## Usos concretos de mapeo de internet
Lumeta Tiene habilitó compañías a mapa IPv4 y IPvel dato y las redes de 6 usuario de Internet a través de su software. Hay muchas compañías que ha partnered con Lumeta para integrar mapeo de internet a sus aplicaciones empresariales:
- HP: Lumeta  sociedad de tecnología con HP ArcSight ha dirigido a una integración de IPsonar® dato al HP ArcSight Producto Suite. Clientes de junta beneficiarán por habiendo IPsonar descubrir acontecimientos de seguridad adicional, conectividad de red desconocida anterior y red configurada impropiamente defensas, los cuales son automáticamente informados a ArcSight productos.

- Infoblox: Infoblox Es un proveedor de integrado DNS, DHCP, Administración de Dirección de la IP (IPAM) y Administración de Configuración & de Cambio de Red (NCCM) productos. Infoblox Redes de marcas disponibles, redes de marcas seguras, y redes de marcas automatizaron.[9]

- Enebro: En 2013, Lumeta anunció una Sociedad de Desarrollo de la Tecnología que considera Redes de Enebro Contrail, unos estándares-red basada y altamente escalable virtualization solución para software-definió redes (SDN). IPsonar ESI Habilita continuo cyber concienciación situacional para nube y virtualized entornos de red.

- McAfee: A través de una sociedad de tecnología, Lumeta ha integrado IPsonar con McAfee Foundstone. McAfee Foundstone Empresas de consejos en las maneras mejores de proteger ventajas y maximize objetivos empresariales a través de mantener una postura de seguridad fuerte.

- Qualys, Inc.: Lumeta ha crecido Qualys, Inc. para ser el proveedor principal de Software-tan-un-Servicio (SaaS) LO riesgo de seguridad y soluciones de administración de la conformidad.

- Tripwire: Tripwire Es el proveedor principal de seguridad de riesgo y soluciones de administración de la conformidad, los cuales dejan empresas a fácilmente y eficazmente conectar seguridad a su negocio.

## Otros Proyectos de Mapeo del Internet
- Proyecto de Nuevo Hampshire - En 2010, el Departamento de EE. UU. de Comercio ha otorgado la Universidad de Nuevo Hampshire es Geográficamente Referenced Análisis y Transferencia de Información (NH GRANIT) proyecta aproximadamente $1.7 millones para dirigir un programa que inventariará y corriente de mapa y la cobertura de banda ancha prevista disponible a los negocios del estado, educadores, y ciudadanos. Como parte de este proyecto, El Nuevo Hampshire Programa de Mapeo De banda ancha (NHBMP) estuvo creado como coordinado, multi-iniciativa de agencia financiada por la Recuperación americana y Reinvestment Acto a través de las Telecomunicaciones Nacionales y Administración de Información (NTIA), y es parte de un esfuerzo nacional para expandir alto-acceso de Internet de la velocidad y adopción a través de colección de dato mejorado y planificación de banda ancha.[10]
- Kevin Kelly (editor), el cofundador de Revista Alambrada empezó su Proyecto de Mapeo de Internet propio para entender cómo las personas conciben el internet. Quiera descubrir los mapas que las personas tienen en su mente cuando ellos navigate el internet vasto por tenerles entregar mano cuadros dibujados. Tan lejos,  ha recogido cercano a 80 sumisiones por personas de todas las  edades, nacionalidades y niveles de pericia, variando del concretos al conceptuales al cómic.[11][12]